# Варганова Ангеліна Анатоліївна
Варга́нова Ангелі́на Анато́ліївна (рос. Варганова Ангелина Анатольевна; 7 листопада 1971 — 4 січня 2013) — російська актриса театру і кіно.
Ангеліна Варганова з 1994 року була актрисою театру "Сатирикон". Отримала широку популярність завдяки серіалу «Татусеві доньки» (2007-2012), де виконала роль Ольги Антонової, дружини доктора Антонова. Також у скарбничці артистки - ролі в серіалах «Моя прекрасна нянька» (2008), «Закон і порядок» (2007), «Кодекс честі 3» (2006) та ін.
Померла 4 січня 2013 року в Москві від пневмонії. Похована 6 січня в її рідному місті Конаково у Тверській області Росії.

## Ролі
Театр:
- Багдадский вор
- Ромео и Джульетта
- Сирано де Бержерак
- Трёхгрошовая опера
- Кьоджинские перепалки
- Квартет
- Шантеклер
- Макбет
- Королева красоты
- Деньги

Кіно, телебачення:
- 2006: Кодекс честі 3 / Кодекс чести 3
- 2007: Вся така раптова / Вся такая внезапная
- 2007: Закон і порядок / Закон и порядок
- 2007-2012: Татусеві доньки / Папины дочки
- 2008: Гуманоїди в Королеві / Гуманоиды в Королёве
- 2008: Моя прекрасна нянька / Моя прекрасная няня
- 2009: Юленька / Юленька